# Кореопсис мутовчатый
Кореопсис мутовчатый (лат. Coreopsis verticillata) — вид травянистых растений рода Кореопсис (Coreopsis) семейства Астровые (Asteraceae). Культурные сорта этого вида широко используются в цветоводстве.

## Ботаническое описание

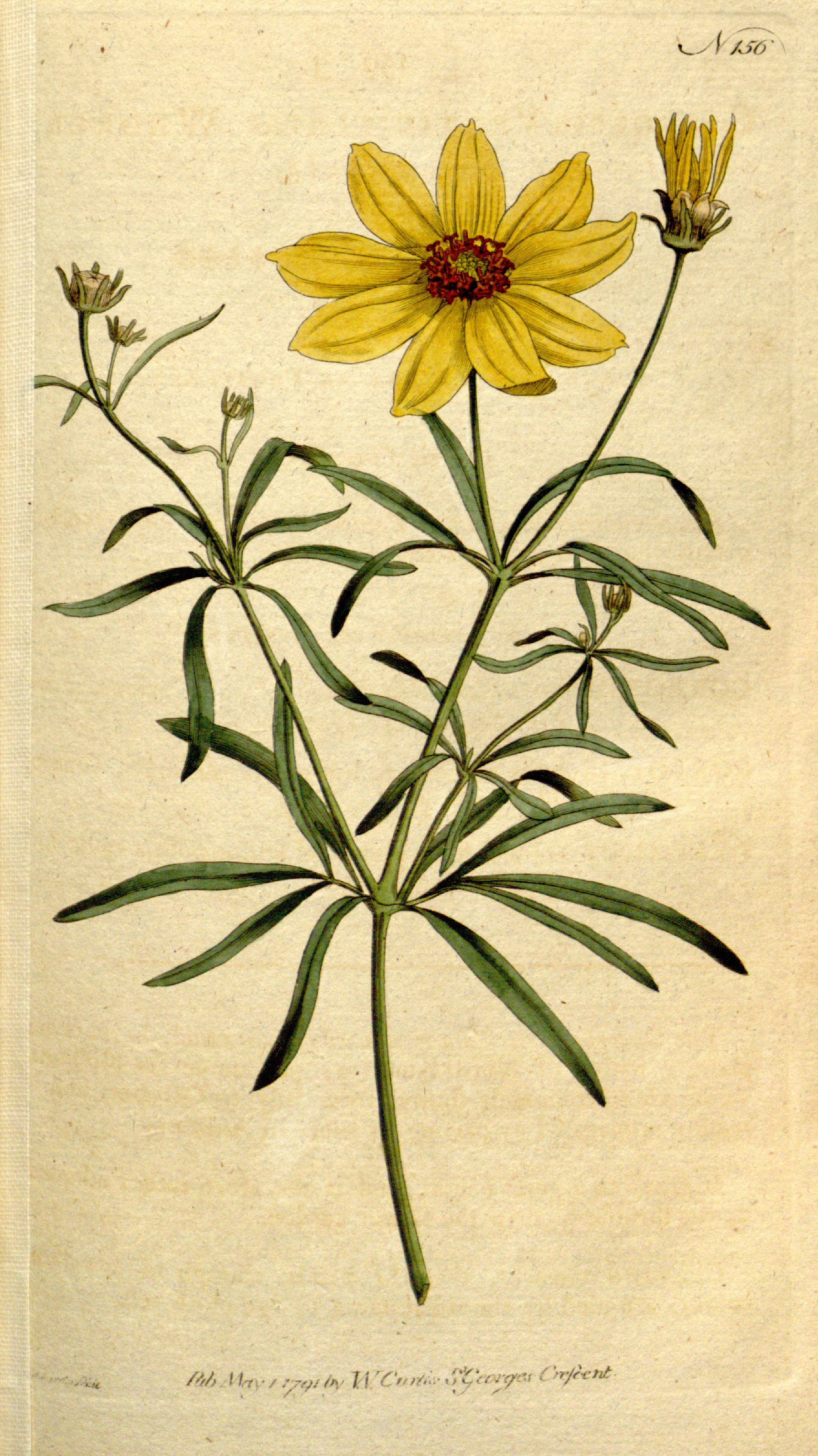
Кореопсис мутовчатый. Иллюстрация в The Botanical Magazine (1792).

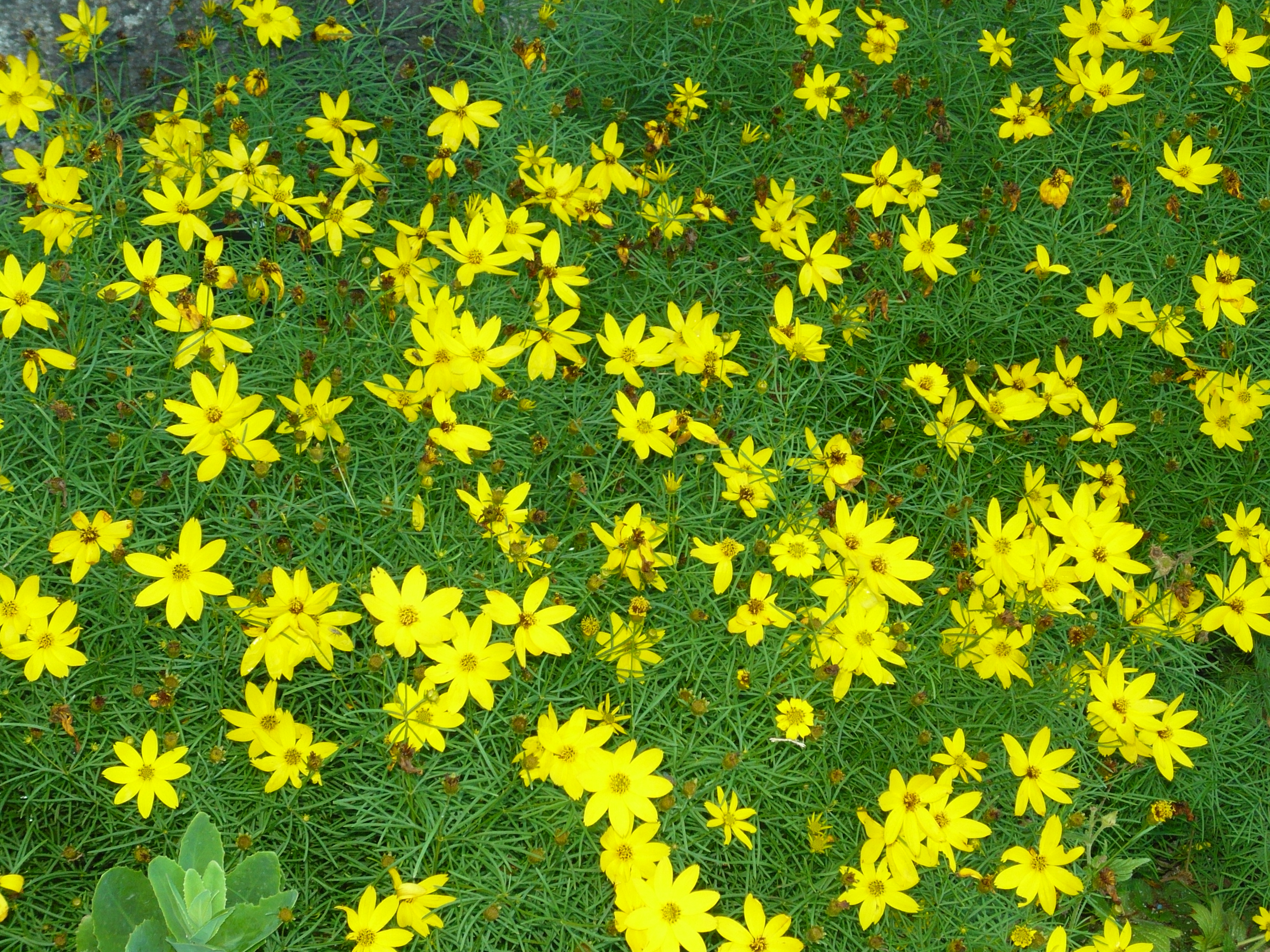
Кореопсис мутовчатый в ботаничесоком саду Мадрида.

Кореопсис мутовчатый — многолетнее травянистое растение высотой от 60 до 90 см. Стебель жёсткий, ветвистый. Растение растёт в кластерах, достигая в ширину около 60 см и более за счёт размножения корневищем.
Цветки — жёлтого цвета, от 3 до 5 см в диаметре. Цветёт с середины лета до осени.

## Ареал и местообитание
Растение произрастает на востоке США к востоку от Миссисипи. Встречается, как правило, в сухих светлых лесах, открытых сосняках, предпочитает солнечные места. Неприхотливо, устойчиво к засухе, бедным почвам и жаре.

## Культивирование
Кореопсис мутовчатый и его культурные сорта неприхотливы и не требуют особого ухода. Он характеризуется длинным периодом цветения и редко страдает от вредителей или поражается болезнями. Цветы привлекательны для бабочек и не поедаются оленями. Этот кореопсис выращивают в подвесных корзинах и контейнерах с обеспечением хорошего дренажа, а также в качестве декоративной садовой ограды.
Наиболее известные сорта:
- «Крупноцветный» (Grandiflora) — высокий сорт с немного более крупными цветами. Сорт получил премию AGM Королевского садоводческого общества Великобритании (2003).[6]
- «Лунный луч» (Moonbeam) — сорт с бледными серно-жёлтыми цветами, невысокий. В 1992 году Perennial Plant Association назвала его многолетником года, стал особенно популярен после этого.[1][7]
- «Загреб» (Zagreb) — невысокий сорт с ярко-жёлтыми цветами. получил премию AGM Королевского садоводческого общества Великобритании в 2001 году.[8]